# Zu den heiligen zwölf Aposteln (München)
Zu den heiligen zwölf Aposteln ist eine katholische Pfarrkirche in München. Sie gehört zum Pfarrverband Laim im Dekanat Laim des Erzbistums München.

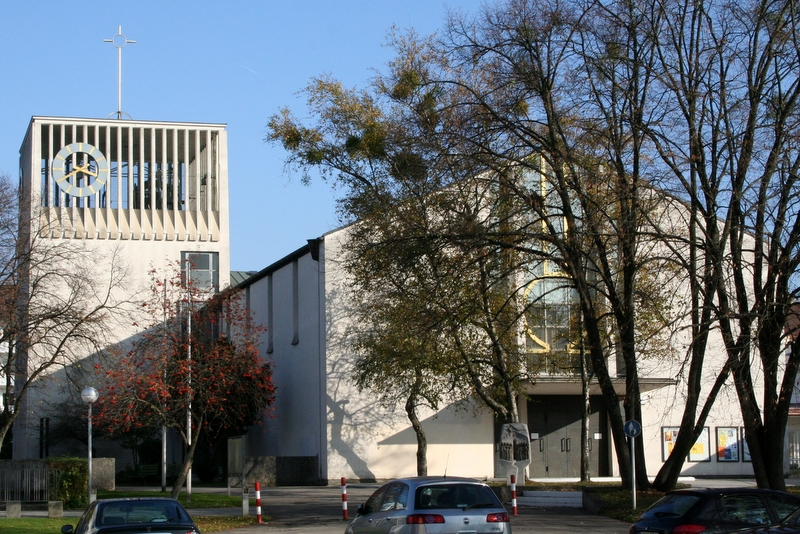
Ansicht von Westen

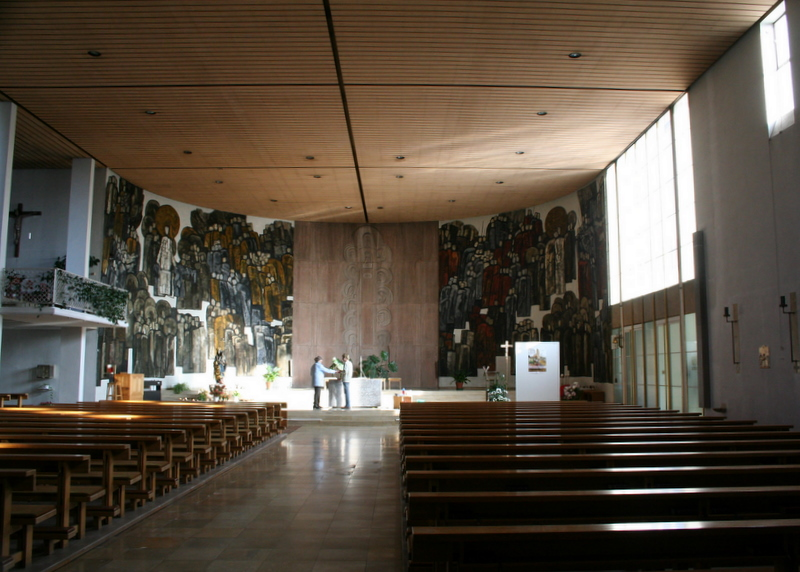
Innenansicht mit Relief von Karl Knappe

## Lage
Die Kirche liegt zwischen der Schrobenhausener Straße und der Siglstraße im Münchener Stadtteil Laim. Im Süden wird das Kirchengrundstück vom Pfarrer-Endres-Weg begrenzt.

## Geschichte
Vorgängerbau der heutigen Pfarrkirche war seit 1928 eine hölzerne Notkirche, die östlich der heutigen Siglstraße stand. Nach einem Wettbewerb für einen Neubau im Jahr 1936 sollte die Notkirche durch einen permanenten Sakralbau ersetzt werden, was jedoch in der NS-Zeit durch die Baubehörde verhindert wurde. 1945 wurde 12 Apostel zur Stadtpfarrei erhoben und es kam 1951 erneut zu einem Wettbewerb, den der Münchener Architekt Sep Ruf mit seinem Entwurf für sich entscheiden konnte. Am 9. November 1953 wurde die Kirche nach zweijähriger Bauphase durch Joseph Kardinal Wendel geweiht. In Konzelebration mit Elmar Gruber feierte Rainer Maria Schießler 1987 in der Kirche seine Primiz.

## Architektur
Von außen zeigt sich die Kirche als schlichter, weiß verputzter Ziegelbau in einfacher und sparsamer kubischer Form. Das Innere entspricht einer Saalkirche mit einer halbkreisförmigen Apsis und einem Fensterband an der Eingangsseite. Nördlich neben dem Kirchengebäude steht ein Glockenturm. Südlich befindet sich ein einstöckiges Pfarrhaus mit Kindergarten, das um einen rechteckigen Innenhof angeordnet ist.
In der Apsis befinden sich ein großformatiges Relief von Karl Knappe und zwei monumentale großflächige Gemälde von Jakob Kuffner in Graffitofreskotechnik.
Die Kirche Zu den heiligen zwölf Aposteln ist die erste Kirche, die Sep Ruf entworfen hat. Südlich davon liegt die Volksschule an der Schrobenhausener Straße, ebenfalls ein Bauwerk von Sep Ruf.
Das Bauwerk steht unter Denkmalschutz.

## Orgel

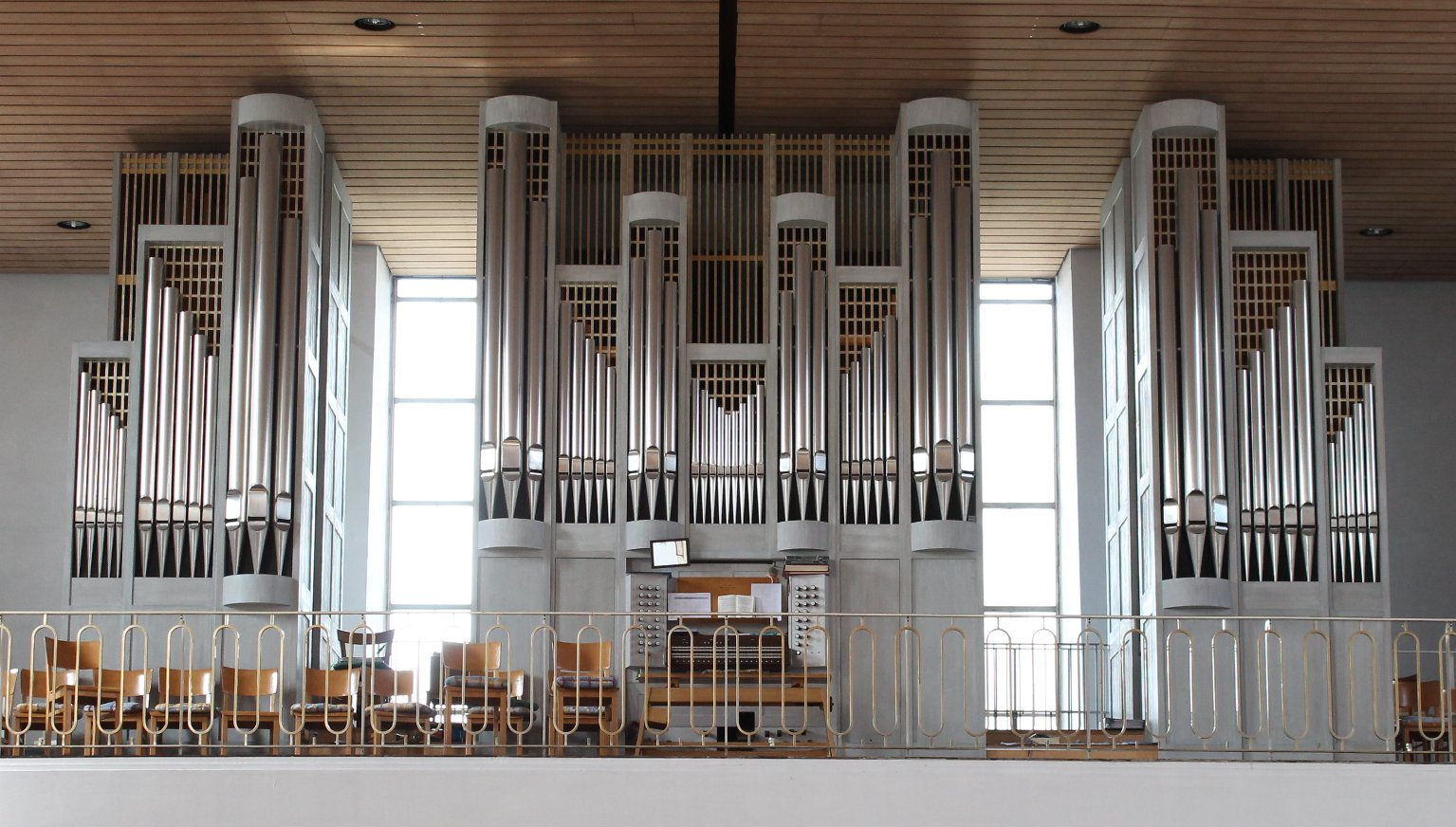
Orgel

Die Orgel wurde 1996 von der Karl Schuke Berliner Orgelbauwerkstatt als Opus 500 gebaut. Sie hat 38 Register auf zwei Manualen und Pedal. Die Disposition lautet:
| I Hauptwerk C–g3 |       |
| Lieblich Gedackt | 16′   |
| Principal        | 8′    |
| Flûte harmonique | 8′    |
| Gedackt          | 8′    |
| Oktave           | 4′    |
| Rohrflöte        | 4′    |
| Quinte           | 2 ⁄3′ |
| Oktave           | 2′    |
| Cornett V        |       |
| Mixtur IV-VI     |       |
| Fagott           | 16′   |
| Trompete         | 8′    |

| II Schwellwerk C–g3 |        |
| Bordun              | 16′    |
| Holzprincipal       | 8′     |
| Gambe               | 8′     |
| Voix Céleste        | 8′     |
| Rohrflöte           | 8′     |
| Octave              | 4′     |
| Nachthorn           | 4′     |
| Fugara              | 4′     |
| Quinte              | 2 ⁄3′  |
| Waldflöte           | 2′     |
| Terz                | 1 3⁄5′ |
| Quinte              | 1 ⁄3′  |
| Plein jeu V         |        |
| Basson              | 16′    |
| Trompette harm.     | 8′     |
| Oboe                | 8′     |
| Clairon             | 4′     |
| Tremulant           |        |

| Pedal C–f1    |     |
| Untersatz     | 32′ |
| Holzprincipal | 16′ |
| Subbaß        | 16′ |
| Oktave        | 8′  |
| Baßflöte      | 8′  |
| Choralbaß     | 4′  |
| Mixtur IV     |     |
| Posaune       | 16′ |
| Trompete      | 8′  |

- Koppeln: II/I (wahlweise mechanisch oder elektrisch), I/P, II/P
- Spielhilfen: 512-fache Setzeranlage, Crescendowalze
- Bemerkungen: mechanische Spiel- und elektrische Registertraktur

## Glocken
Der Turm beherbergt drei Glocken von Rudolf Perner in den Schlagtönen g1 (Apostel), b1 (Patrona Bavariæ) und c2 (Armeseelen). Der Stahlglockenstuhl bietet Platz für weitere Glocken, die bislang nicht angeschafft wurden. Samstags um 15 Uhr wird mit allen Glocken der Sonntag eingeläutet. Zum Angelus und zum Abschluss des abendlichen Rosenkranzgebetes läutet Glocke 2, an die sich abends Glocke 3 zum Gedächtnis der Verstorbenen anschließt. Am Sonntag vor der Messe läuten dann alle Glocken zum letzten Aufruf.